# Красный Омега
Красный Омега (англ. Omega Red) — вымышленный персонаж, суперзлодей, появляющийся в комиксах издательства Marvel Comics, созданный Джимом Ли и Джоном Бирном. Впервые появился в X-Men #4 vol. 2 в январе 1992.

## Вымышленная биография
О прошлом Аркадия Россовича известно мало, кроме того, что он родился в советской России и был серийным убийцей. Он был схвачен агентом Интерпола Шоном Кэссиди и передан в КГБ. Там хотели создать суперсолдата, похожего на Капитана Америку. Так и появился Красный Омега.
По другой версии Аркадий был советским солдатом. За военные преступления его расстреляли. Однако Аркадий выжил и был рекомендован для вышеупомянутого проекта «супер-солдат».
Итак, Аркадию вживили одно карбонариумное щупальце в каждую руку. Карбонариум получили при попытке воссоздать прочный сплав, известный как адамантиум. Металл получился менее прочным, но более гибким, чем адамантиум. Красный Омега использовал карбонариумные щупальца в качестве оружия. Омега сдавливал ими жертв, буквально высасывая из них жизненные силы. Этот «вампиризм» был очень важен для жизни Красного Омега, так как карбонариумные имплантаты постепенно отравляли его (вероятно, именно по этой причине его кожа стала мертвенно-бледной, а белки глаз — жёлтыми), и ему приходилось забирать жизненные силы у других людей для поддержания собственной жизни. Красный Омега некоторое время работал на КГБ, но потом советское правительство решило, что он слишком опасен и непредсказуем, поэтому его ввели в криогенный анабиоз. После распада СССР Красный Омега был возрожден из анабиоза главой группировки ниндзя, известной как «Рука». Некоторое время Омега был союзником Руки, но потом перестал им помогать.
Главным врагом Красного Омега является команда Люди-Икс, в частности Росомаха.

## Силы и способности
Красный Омега является мутантом со сверхчеловеческой силой, выносливостью, ловкостью и живучестью. Также он обладает способностью вырабатывать особые феромоны, часто называемые «Спорами Смерти». Данные феромоны являются причиной тяжёлых болезней или смерти людей, находящихся вблизи Красного Омега. Тяжесть воздействия этих феромонов зависит от выносливости и здоровья человека. Обычно феромоны начинают действовать за считанные секунды, но отдельные сверхчеловеческие существа (к примеру, Росомаха) могут выдерживать их воздействие на протяжении долгого времени.
Карбонариумные щупальца, как уже говорилось ранее, также могут использоваться как оружие. В обычном состоянии их не видно, но Красный Омега может заставить их «появиться» из отверстий, расположенных на нижней стороне запястий. Во время боя Омега часто размахивает щупальцами, как кнутами, что в сочетании с прочностью карбонариума и физической силой Красного Омеги, может принести серьёзные повреждения. Кроме того, он может пропускать по щупальцам ток высокого напряжения.
Красный Омега имеет исцеляющий фактор, помогающий ему в бою. Кроме того, Омега носит прочную броню красного цвета, делающую его устойчивым к травмам.
Красный Омега прошёл полную военную подготовку и является хорошим военным тактиком.

## Другие версии

### Век Апокалипсиса
В век Апокалипсиса Красный Омега известен только как Россович, и он не стал маньяком-убийцей. Россович оказался более здравомыслящим и деловым и стал промышлять на чёрном рынке.

### Дни минувшего будущего
В «Дни минувшего будущего» Красный Омега является членом команды мутантов «X-Force».

### Ultimate вселенная
Щупальца Красного Омега выходят из верхней части запястий и являются не искусственными, а органическими. В Ultimate вселенной Красный Омега является одним из основных врагов Человека-паука.

## Вне комиксов

### Фильмы
Красный Омега появляется в фильме «Дэдпул 2» в качестве заключённого тюрьмы.

### Мультфильмы
- Красный Омега появлялся в нескольких сериях сериала «Люди Икс» 1990-х годов, где его озвучил Лен Дончефф.
- В мультсериале «Люди Икс: Эволюция» Красного Омегу озвучил Ричард Ньюман.
- Красный Омега появился в полнометражном мультипликационном фильме «Халк против Росомахи»[2]. Здесь его озвучил Колин Мёрдок. В этом фильме он вместе с другими членами команды «Оружие Икс» охотился за Халком и Росомахой. Ближе к финалу разъярённый Халк буквально втоптал его в пол лаборатории, и что с ним произошло дальше — неизвестно.

### Аниме
- Красный Омега появлялся в аниме «Росомаха». Сейю — Рюдзабуро Отомо.

### Видеоигры
- Красный омега появился в X-Men: Children of the Atom как играбельный персонаж.
- В X-Men Legends II: Rise of Apocalypse является боссом.
- Является персонажем в мобильной игре Marvel: Contest of Champions[3].
- Карта "Красный Омега" и её вариации присутствуют в Marvel Snap.

## Критика и отзывы
- В 2009 году Красный Омега занял 95 место в списке 100 величайших злодеев комиксов по версии IGN[4].